# Zannichellia
Zannichellia là một chi thực vật có hoa trong họ Potamogetonaceae.